# Сиканьенг, Кабело
Кабело Сиканьенг (англ. Kabelo Seakanyeng; 25 июня 1993, Серове) — ботсванский футболист, полузащитник марокканского клуба «Олимпик» Хурибга и сборной Ботсваны.

## Биография

### Клубная карьера
Начинал профессиональную карьеру в Ботсване, где выступал за «Ботсвана Дифенс Форс XI» и «Габороне Юнайтед». В составе первых признавался лучшим игроком сезона. В 2018 году сыграл 3 матча в чемпионате ЮАР за клуб «Чиппа Юнайтед». В сезоне 2019/20 выступал в первой лиге Мальты за «Лия Атлетик». В 2020 году перешёл в клуб второй лиги Марокко «Олимпик» Хурибга, в составе которого стал победителем лиги и продолжил выступать за команду уже в высшем дивизионе. Летом 2022 года ушёл в аренду на полгода в клуб «Дибба Аль-Фуджайра», за который сыграл два матча в чемпионате ОАЭ.

### Карьера в сборной
Дебютировал за сборную Ботсваны 30 мая 2014 года в матче отборочного турнира Кубка африканских наций 2015 против Бурунди. Принимал участие в отборочных турнирах к чемпионатам мира 2018 и 2022 годов.